# Théâtre Nissay

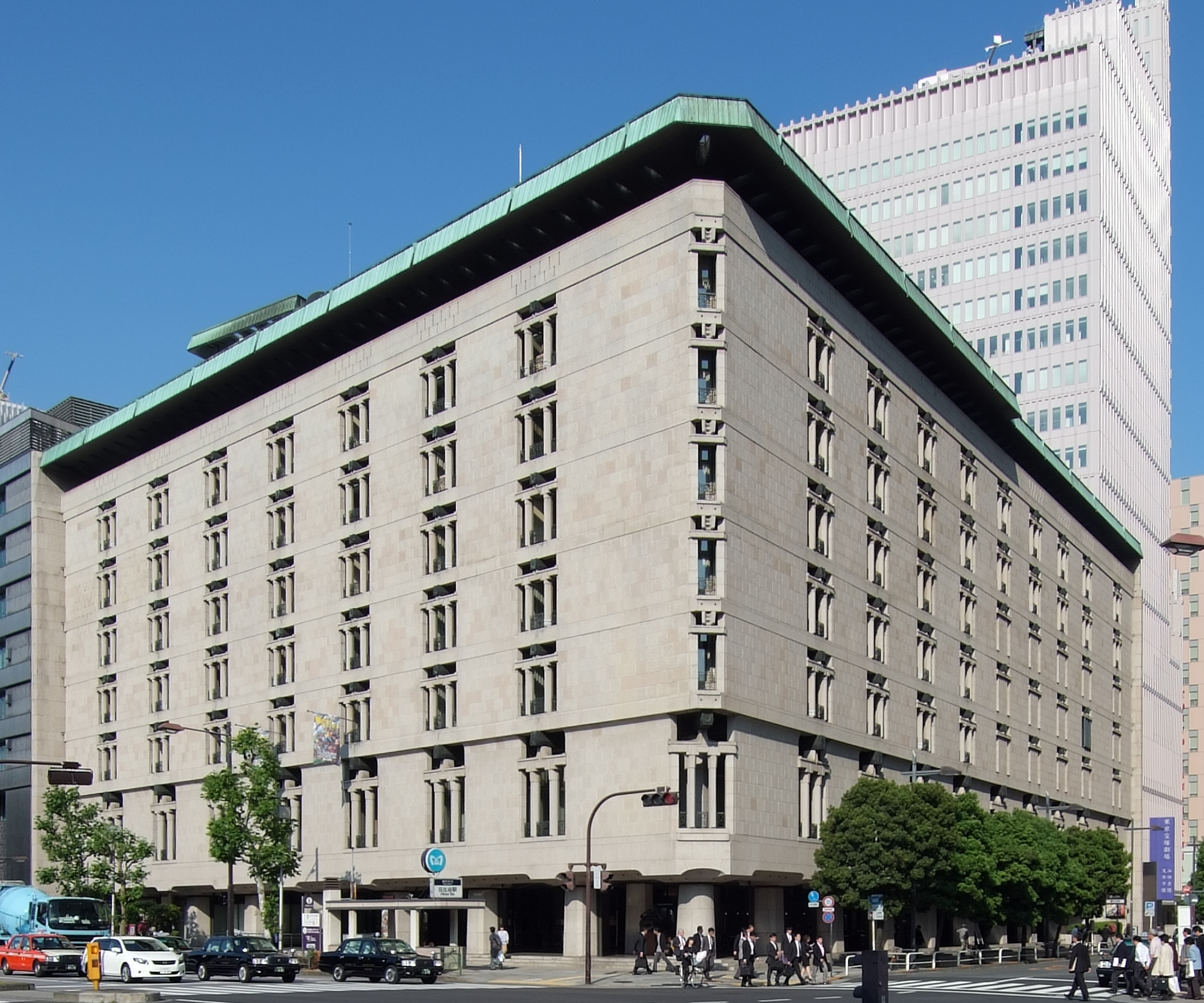
Théâtre Nissay à Tokyo

Le théâtre Nissay (日生劇場, Nissei Gekijō) se trouve dans l'arrondissement de Chiyoda, à Tokyo au Japon. Ouvert en 1963, il dispose de 1 330 places et programme différents spectacles de comédies musicales et d'opéras.

## Référence
- (en) Cet article est partiellement ou en totalité issu de l’article de Wikipédia en anglais intitulé « Nissay Theatre » (voir la liste des auteurs).